# 오미 (배우)
오미(일본어: オミ, 1976년 5월 11일 ~ )는 일본의 배우이다.

## 출연작

### TV 드라마
- 1996년 ~ 1997년 비 파이터 카부토 - 도바 코우헤이 역